# Mullard Radio Astronomy Observatory
Il Mullard Radio Astronomy Observatory (MRAO) è un osservatorio astronomico situato pochi km ad ovest di Cambridge, in Inghilterra.
È un complesso di radiotelescopi ed altri strumenti di osservazione la cui costruzione fu proposta dall'astronomo Martin Ryle. Fu inaugurato il 25 luglio 1957.
Tramite l'"Interplanetary Scintillation Array" fu scoperta nel 1967 la prima Pulsar.

## Strumenti di osservazione
L'osservatorio ospita diversi radiotelescopi, alcuni dei quali sono attualmente fuori servizio:
| Telescopio                                                                                   | Anno di costruzione | Stato                              |
| -------------------------------------------------------------------------------------------- | ------------------- | ---------------------------------- |
| Arcminute Microkelvin Imager Large Array                                                     | 2007                | Attivo                             |
| Arcminute Microkelvin Imager Small Array                                                     | 2004                | Attivo                             |
| Very Small Array (trasferito a Tenerife nel 1999)                                            | 1998                | Attivo                             |
| Cosmic Anisotropy Telescope                                                                  | 1995                | Dismesso                           |
| Cambridge Optical Aperture Synthesis Telescope (COAST)                                       | 1993                | Operativo solo nelle notti limpide |
| Ricevitore per la rete e-MERLIN                                                              | 1990                | Attivo                             |
| Cambridge Low Frequency Synthesis Telescope (CLFST)                                          | 1980                | Dismesso                           |
| Telescopio Ryle (5-Kilometre Telescope)                                                      | 1971                | Dismesso                           |
| Half-Mile Telescope                                                                          | 1968                | Dismesso                           |
| Interplanetary Scintillation Array                                                           | 1967                | Dismesso                           |
| One-Mile Telescope                                                                           | 1964                | Dismesso                           |
| 4C Array, primo telescopio del nuovo osservatorio Cambridge, usato per creare il catalogo 4C | 1958                | Dismesso                           |